# Halo (groupe)
Pour les articles homonymes, voir Halo.
Halo (hangeul: 헤일로; abréviation de Hexagon of Absolute Light and Organization) est un boys band sud-coréen formé par Histar Entertainment à Séoul en Corée du Sud. Le groupe se compose de six membres: Dino, Inhaeng , Ooon, Jaehong, Heecheon et Yoondong. Ils ont débuté le 26 juin 2014 avec le single "Fever". Leurs fans sont surnommés les "HaVe" (version courte de "Halo Love").

## Membres
- Dino (hangeul: 디노) né Jo Sung-ho (hangeul: 조성호) le 25 décembre 1990 (34 ans) à Busan en Corée du Sud.
- Inhaeng (hangeul: 인행), né Lee In-haeng(hangeul: 이인행) le 21 avril 1992 (32 ans) à Nowon-gu en Corée du Sud. Il est le frère aîné de Kwanghaeng du groupe Speed.
- Ooon (hangeul: 오운), né Jung Young-hoon (hangeul: 정영훈) le 15 janvier 1993 (32 ans) à Séoul en Corée du Sud. Il est un ancien stagiaire de Starship Entertainment.
- Jaeyong (hangeul: 재용), né Kim Jae-yong (hangeul: 김재용) le 13 février 1994 (31 ans) à Goyang en Corée du Sud.
- Heecheon (hangeul: 희천), né Kim Hee-cheon (hangeul: 김희천) le 2 septembre 1994 (30 ans) à Séoul en Corée du Sud.
- Yoondong (hangeul: 윤동), né Kim Yoon-dong (hangeul: 김윤동) le 19 février 1995 (30 ans) à Yongin en Corée du Sud.

## Discographie

### Extended plays
| Titre      | Détails sur l'album                                                                                       | Meilleure position | Ventes        |
| Titre      | Détails sur l'album                                                                                       | COR                | Ventes        |
| ---------- | --- | ------------------ | ------------- |
| Young Love | - Date de sortie: 3 décembre 2015 - Label: Histar Entertainment, Interpark - Formats: CD, téléchargement  | 14                 | - COR: 4,136+ |
| Happy Day  | - Date de sortie: 2 septembre 2016 - Label: Histar Entertainment, Interpark - Formats: CD, téléchargement | 14                 | - COR: 2,446+ |

### Albums single
| Titre         | Détails sur l'album                                                                                                | Meilleure position | Meilleure position | Ventes        |
| Titre         | Détails sur l'album                                                                                                | COR                | JPN                | Ventes        |
| Coréen        | Coréen | Coréen             | Coréen             | Coréen        |
| ------------- | --- | ------------------ | ------------------ | ------------- |
| 38°C          | - Date de sortie: 26 juin 2014 - Label: Histar Entertainment, LOEN Entertainment - Formats: CD, téléchargement     | 17                 | NC                 | - COR: 6,465+ |
| Hello Halo    | - Date de sortie: 20 novembre 2014 - Label: Histar Entertainment, LOEN Entertainment - Formats: CD, téléchargement | 6                  | NC                 | - COR: 8,701+ |
| Grow Up       | - Date de sortie: 28 mai 2015 - Label: Histar Entertainment, Interpark - Formats: CD, téléchargement               | 11                 | NC                 | - COR: 5,985+ |
| Japonais      | |                    |                    |               |
| Heaven Heaven | - Date de sortie: 8 juillet 2016 - Label: Histar Entertainment, Pony Canyon - Formats: CD, téléchargement          | NC                 | 50                 |               |
| Jasmine       | - Date de sortie: 15 mars 2017 - Label: Histar Entertainment, Pony Canyon - Formats: CD, téléchargement            | NC                 | 20                 |               |

### Singles
| Titre                                                                                 | Année  | Meilleure position | Meilleure position | Album            |
| Titre                                                                                 | Année  | COR                | JPN                | Album            |
| Coréen                                                                                | Coréen | Coréen             | Coréen             | Coréen           |
| ------------------------------------------------------------------------------------- | ------ | ------------------ | ------------------ | ---------------- |
| "Fever" (체온 뜨거워)                                                                 | 2014   | —                  | NC                 | 38°C             |
| "Come On Now" (어서이리온now)                                                         | 2014   | —                  | NC                 | Hello Halo       |
| "Surprise" (서프라이즈)                                                               | 2015   | —                  | NC                 | Non-album single |
| While You’re Sleeping (니가 잠든 사이에)                                              | 2015   | —                  | NC                 | Grow Up          |
| "Feels Good" (느낌이 좋아)                                                            | 2015   | —                  | NC                 | Young Love       |
| "Mariya" (마리야)                                                                     | 2016   | —                  | NC                 | Happy Day        |
| Japonais                                                                              |        |                    |                    |                  |
| "Fever"                                                                               | 2015   | NC                 | —                  | Non-album single |
| "Heaven Heaven"                                                                       | 2016   | NC                 | 50                 | Heaven Heaven    |
| "Jasmine"                                                                             | 2017   | NC                 | 20                 | Jasmine          |
| "—" signifie que le morceau ne s'est pas classé ou n'est pas sorti dans cette région. |        |                    |                    |                  |